# Stanley Lord
Stanley Phillips Lord, angleški pomorščak, mornar, častnik in kapitan * 13. september 1877 Bolton, Lancashire, Anglija † 24. januar 1962 Wallasey, Cheshire, Anglija.
Lord je bil od marca 1911 kapitan ladje SS Californian. Californian je bil najbližja ladja do Titanica v noči, ko je 15. aprila 1912 potonil in odvisno od tega, za katere vire verjamejo, verjetno edina ladja, ki je med potopom videla Titanic ali vsaj njegove rakete. Lord in Californian sta bila splošno kritizirana zaradi dejstva, da Californian Titanicu ni pravočasno pomagal, čeprav je bil oddaljena le 20 milj in je bila edina ladja, ki bi lahko prišla do Titanica, preden je potonila. Dve uradni poizvedbi sta bili kritični do Lorda, vendar nista priporočali kazenskih obtožb. Nadaljnji avtorji so podali različna mnenja o Lordovih dejanjih, nekateri so ga zagovarjali, drugi pa ga kritizirali. Strast med obema frakcijama je povzročila, da sta oznaki "Lordites" in "Anti-Lordites" uporabljeni na obeh preiskavah. Osrednje točke razprave običajno vključujejo primernost Lordovega odziva na signale rakete, ali sta bila Californian in Titanic dejansko vidna drug drugemu (in poleg tega še vidnost raket), morebitna prisotnost ene ali več "skrivnostnih ladij", ki bi lahko so bile ladje, ki jih je videl Titanic ali Californian (ob predpostavki, da se dejansko niso videli), in ali bi Californian lahko rešil kakršno koli dodatno življenje, če bi poskušala nuditi pomoč hitreje.